# とん漬け
とん漬け（とんづけ）は神奈川県厚木市の郷土料理。豚肉の味噌漬けである。

## 概要
豚肉を特製味噌に漬け込んだものであり、厚木市の名物料理である。ご飯との相性が良いとされる。
年間を通じ、日常食としても食されているほか、土産物、贈答品としても利用される。家庭でも作られるほか、飲食店での提供や精肉店やスーパーマーケットでの販売も行われている。
厚木市に隣接する相模原市、座間市でも親しまれている。

## 歴史
江戸末期に、猪肉に味噌を塗ったものが起源とされる。
当時は、牛、豚、猪といった四つ足動物の肉食は禁じられていたのだが、荻野山中藩（現在の厚木市近辺）であるときに大勢の人が集まり、料理が不足してしまうことがあった。その時に猪の肉に味噌を塗り、何の肉か分からないようにして焼いて出したところ好評となったのがとん漬けの始まりだとされる。
明治になり、肉食の文化が広まると神奈川県は養豚業がさかんとなった。厚木には300軒もの養豚場が存在するほどで、とん漬けも厚木の名産として認知されるようになった。
2023年3月、「厚木のとん漬け」として文化庁『100年フード』（令和4年度・伝統の100年フード部門）に認定された。

## 利用法
日常のおかずとして食されるほか、ヒレカツにしたりラーメンに乗せて食されるなどアレンジメニューも豊富である。
イングリッシュマフィンでとん漬けをはさんだ「厚木バーガー」なども開発されている。